# Preachers of the Night
Preachers of the Night (с англ. — «Проповедники ночи») — пятый студийный альбом немецкой пауэр-метал группы Powerwolf, выпущенный 19 июля 2013 года. Альбом возглавил чарты Германии
Как и альбом Blood of the Saints, Preachers of the Night включают в себя Deluxe-версию, оркестровый компакт-диск под названием The Sacrilege Symphony II.

## Список композиций
| №                   | Название                         | Длительность |
| ------------------- | -------------------------------- | ------------ |
| 1.                  | «Amen & Attack»                  | 3:54         |
| 2.                  | «Secrets of the Sacristy»        | 4:07         |
| 3.                  | «Coleus Sanctus»                 | 3:45         |
| 4.                  | «Sacred & Wild»                  | 3:40         |
| 5.                  | «Kreuzfeuer»                     | 3:47         |
| 6.                  | «Cardinal Sin»                   | 3:47         |
| 7.                  | «In the Name of God (Deus Vult)» | 3:15         |
| 8.                  | «Nochnoi Dozor»                  | 3:45         |
| 9.                  | «Lust for Blood»                 | 3:54         |
| 10.                 | «Extatum et Oratum»              | 3:56         |
| 11.                 | «Last of the Living Dead»        | 7:42         |
| Общая длительность: | Общая длительность:              | 45:32        |

| №                   | Название                              | Длительность |
| ------------------- | ------------------------------------- | ------------ |
| 1.                  | «Amen & Attack (Orchestral Version)»  | 4:55         |
| 2.                  | «Coleus Sanctus (Orchestral Version)» | 5:08         |
| 3.                  | «Kreuzfeuer (Orchestral Version)»     | 6:03         |
| 4.                  | «Cardinal Sin (Orchestral Version)»   | 5:21         |
| Общая длительность: | Общая длительность:                   | 21:27        |

## Участники записи
- Аттила Дорн — вокал
- Мэтью Грейвольф — соло-гитара
- Чарльз Грейвулф — ритм-гитара, бас-гитара
- Роэл Ван Хэйден — ударные, перкуссия
- Фальк Мария Шлегель — клавишные, орган

## Позиции в чартах
| Чарты (2013)                  | Высшая Позиция |
| ----------------------------- | -------------- |
| Германия (Offizielle Top 100) | 1              |